# 255 межвидовой полигон ЦВО
255 межвидовой полиго́н  — военный полигон в Центральном военном округе, в 20 км северо-восточнее города Чебаркуль. Является основным полигоном 90 гв. тд.

## История
В 2007 году во время проведения международных учений «Мирная миссия — 2007», полигон посетил президент РФ Владимир Путин
На полигоне проходили и другие международные учения, в том числе «Центр-2011», «Рубеж-2012», «Нерушимое братство-2013» и «Рубеж-2014». В 2014 году на полигоне был проведён танковый биатлон.
С 2015 года на полигоне проводится этап Гонки героев по Челябинской области
С 2010 по 2012 на полигоне проводилась утилизация снарядов методом подрыва.
На базе полигона проводятся различные сборы по военной археологии и военно-поисковых команд Уральского федерального округа.